# ایست پرین (فلوریدا)
ایست پرین (به انگلیسی: East Perrine) یک منطقهٔ مسکونی در ایالات متحده آمریکا است که در شهرستان میامی-دید، فلوریدا واقع شده‌است. ایست پرین ۵٫۱ کیلومتر مربع مساحت و ۷٬۰۷۹ نفر جمعیت دارد و ۴ متر بالاتر از سطح دریا قرار دارد.